# Sour Milk Gill (Buttermere)
Der Sour Milk Gill ist ein Wasserlauf im Lake District, Cumbria, England.
Der Sour Milk Gill entsteht als Abfluss des Bleaberry Tarn an dessen Nordwestseite. Er fließt in nordwestlicher Richtung und mündet in das nördliche Ende des Buttermere.